# Castello Malatestiano (Monte Colombo)
Das Castello Malatestiano ist eine mittelalterliche Burg in Monte Colombo, einem Ortsteil der Gemeinde Montescudo-Monte Colombo in der italienischen Region Emilia-Romagna.

## Geschichte und Beschreibung
Im 9. Jahrhundert begann in dieser Gegend, wie auch an anderen Stellen, das Phänomen der Befestigung mit Burgen: Auf den Hügeln entwickelten sich städtische Siedlungen, die durch Burgen geschützt waren, zunächst durch hölzerne und später solche aus Mauerwerk.
Das Gebiet von Monte Colombo gehörte zum Lehen der Grafen von Carpegna und fiel Anfang des 13. Jahrhunderts an die Erzbischöfe von Ravenna. 1233 unterwarf es sich Rimini und den Malatestas, die es mit einer Burg und einer Stadtmauer befestigten. Ihre Herrschaft dauerte bis zum Eintreffen der Venezianer 1503. Während der Herrschaft der Malatestas entstanden in der Gegend verschiedene Befestigungen: das Castello di Monte Colombo, das als Hauptburg galt, der Verteidigungsturm von Croce, die Festung von Ca' Castellano unterhalb des Castello di Monte Colombo und ein Ausguckturm oberhalb dieser Burg zur Überwachung des benachbarten Montescudo.
Das Castello Malatestiano in Monte Colombo wurde im 14. Jahrhundert errichtet. Es wurde fünfmal belagert,  nur eine Belagerung wurde vereitelt. Als sich das benachbarte Montescudo der Kontrolle durch die Malatestas entzog, wurde auf der Burg in Monte Colombo eine militärische Garnison stationiert. In den letzten 300 Jahren wurde der Komplex mehrfach restauriert, was unter anderem wegen der geringen Festigkeit der Flusskiesel, die zum Mauerbau verwendet wurden, notwendig war.
Ende des 15. Jahrhunderts wurde dagegen das Castello di San Savino errichtet, das eigentlich ein befestigtes, ländliches Dorf war, versehen mit einer niedrigen Mauer und kleinen Türmen, anders als das Castello di Monte Colombo.
Die Hauptburg war durch viele Türme, vermutlich sechs, gekennzeichnet, von denen drei mit einem doppelten Eingangssystem zur Verteidigung ausgerüstet waren. Einer davon ist der Rundturm, den man heute noch sehen kann und der höher und weniger stämmig war als heute. Ein weiterer stand dort, wo der „Torre Civica“ der Gemeinde errichtet wurde, und ein dritter gleich daneben, etwas weiter unten. Weitere zwei Türme bildeten die Verteidigungslinie an der Nordseite der Burg, während der letzte an der Bergseite der Burg stand, die durch eine kürzere Mauer als die anderen Seiten gekennzeichnet war. Somit hatte die Burg eine unregelmäßige Form; sie war im unteren Teil größer und insgesamt mächtiger, als sie heute erscheint.
Im 16. Jahrhundert ging Monte Colombo in den Herrschaftsbereich von Cesare Borgia über. 1503 ging es an die Venezianer und wurde zwischen 1509 und 1510 der Verwaltung durch den Kirchenstaat unterstellt.